# Duguetia salicifolia
Duguetia salicifolia är en kirimojaväxtart som beskrevs av Robert Elias Fries. Duguetia salicifolia ingår i släktet Duguetia och familjen kirimojaväxter. Inga underarter finns listade i Catalogue of Life.